# Válogatott gyilkosok
A Válogatott gyilkosok (eredeti cím: Killer Elite) 2011-ben bemutatott brit–ausztrál akcióthriller Gary McKendry rendezésében. A forgatókönyvet Matt Sherring írta, Sir Ranulph Fiennes 1991-es The Feather Men című regényéből. Fiennes művére hivatkozva jelenik meg a film elején, hogy „igaz történet alapján készült”, bár ez vitatott.[forrás?] A főbb szerepekben Jason Statham, Clive Owen, Robert De Niro, Yvonne Strahovski és Dominic Purcell látható.

## Cselekmény
1980-ban Danny Bryce, Hunter, Davies és Meier zsoldosok Mexikóba utaznak, megölni egy célszemélyt. Dannyt meglövik, amikor rádöbben, hogy egy fiatal fiú szeme láttára gyilkolt meg valakit. Az akció végrehajtása után Danny mögött hagyja bérgyilkosi hivatását és visszavonul szülőföldjére, Ausztráliába.
Egy évvel később, 1981-ben Dannyt Ománba invitálják. Találkozik a küldetéseikről gondoskodó Ügynökkel és megtudja: Huntert fogságban tartják, mert elfogadott egy 6 millió dolláros megbízást, ám azt nem sikerült teljesítenie. Ha Danny nem vállalja el helyette a munkát, akkor Huntert megölik. Amr sejk, egy kis ománi régió száműzött királya három korábbi brit SAS-tag – Steven Harris, Warwick Cregg és Simon McCann – megölését akarja, mert azok egy lázadás során végeztek három legidősebb fiával. Dannynek balesetként kell beállítania a merényleteket, fel kell vennie a három férfi beismerő vallomását és fényképet kell készítenie minden egyes holttestről, bizonyítva elvégezett feladatát. Mindezt határidőre, még a halálos beteg sejk életében, ezáltal lehetővé válik, hogy annak negyedik fia Bakhait átvegye apja hatalmát a sivatagi régióban. Danny Davies és Meier segítségét kéri, akik ezért cserébe fejenként megkapják a 6 millió dollár felét (Danny kizárólag Hunter szabadságát akarja).
Danny és Meier Ománban találnak rá Steven Harrisre, magukat dokumentumfilmeseknek kiadva jutva be annak házába. Harris vallomása után, némi bonyodalmat követően Meiernek kell főbe lőnie a férfit. Az Egyesült Királyságban Davies kérdéseket tesz fel a SAS egykori tagjai által közkedvelt helyi bárban. Az egyik tag felhívja Spike Logant, a „Pehelyemberek” névre hallgat titkos szervezet vezetőjét és tájékoztatja Davies gyanús tevékenységéről. Elsőszámú emberüket, Spike Logant állítják rá az ügyre.
A második célszemély, Warwick Cregg hosszú hegyvidéki menetelésre készül egy téli hadgyakorlaton. Danny bejut a bázisra és bedrogozza a katona kávéját. Követi őt és vallomást csikar ki belőle, sorsára hagyva a sokkos állapotban lévő és hamarosan hipotermiában életét vesztő férfit. Mivel rájöttek, hogy a Pehelyemberek a nyomukra bukkantak, Danny új stratégiát talál ki az utolsó célpont, a zsoldos McCann megölésére. Hamis állásinterjúra hívják McCannt és egy távirányítással vezérelt kamionnal okoznak közlekedési balesetet. Egy tapasztalatlan csapattag, Jake segítségével Meier sikeresen végre is hajtja az akciót, de Logan és emberei végig szemmel tartották McCannt. Az ezt követő tűzharcban Jake véletlenül lelövi Meiert, Daviest menekülés közben halálra gázolják. Danny Ománban odaad a sejknek egy megrendezett, hamis vallomást. Huntert szabadon engedik, Danny visszatér Ausztráliába gyerekkori szerelméhez, Anne-hez.
Ám Danny megtudja az Ügynöktől, hogy volt még egy felelős Amr fiainak halálában: Ranulph Fiennes író, aki épp könyvet ad ki a SAS-nál töltött éveiről. Danny szerelmét Franciaországba küldi és Hunter gondjaira bízza, majd Ománban Bakhait beismeri neki, Harris ártatlan volt. Bár Logan megpróbál közbelépni, Danny Jake segítségével lelövi Fiennest és készít róla egy fotót (bár valójában nem ölte meg, csupán megsebesítette). Logan elfogja Dannyt, de egy kormányügynök a helyszínre érkezik és elárulja nekik az igazságot: a brit kormány ölette meg Amr három fiát, mivel a Bakhait fennhatósága alatt álló olajlelőhelyeket akarták megszerezni.
A három férfi lövöldözni kezd, Danny kiszabadul, míg Logan végez a kormányügynökkel. Danny és Hunter visszatér Ománba, átadni Amrnak a képeket. Logan azonban megelőzi őket, közli a sejkkel, hogy a fotók hamisak, majd halálra késeli a férfit. Bakhait nem törődik apja halálával és átadja a 6 millió dollárt Logannek. A sivatagban Danny és Hunter konfrontálódik Logannel, Hunter eltesz némi pénzt, de a nagy részét Logannek adják, akinek tettei után új személyazonosságot kell felvennie, elkerülve a Pehelyemberek és a brit kormány megtorlását. Danny Franciaországba visszatérve találkozik Anne-nel és új életet kezdenek.

## Szereplők
| Szerep       | Színész                  | Magyar hang     |
| ------------ | ------------------------ | --------------- |
| Danny Bryce  | Jason Statham            | Epres Attila    |
| Spike Logan  | Clive Owen               | László Zsolt    |
| Hunter       | Robert De Niro           | Reviczky Gábor  |
| Davies       | Dominic Purcell          | Kárpáti Levente |
| Meier        | Aden Young               | Holl Nándor     |
| Ügynök       | Adewale Akinnuoye-Agbaje | Faragó András   |
| Anne Frazier | Yvonne Strahovski        | Major Melinda   |
| Martin       | Ben Mendelsohn           | Hegedűs Miklós  |
| Pennock      | Matthew Nable            | Markovics Tamás |
| Bakhait      | Ben Mendelsohn           | Hamvas Dániel   |

## Bemutató és fogadtatás
Világpremierje a 36. Torontói nemzetközi filmfesztiválon volt, 2011. szeptember 10-én. 
A film összességében negatív kritikákat kapott. A Rotten Tomatoes-on 124 kritika alapján 27%-os értékelésen áll. A weboldal szöveges összefoglalója szerint „sablonos, teljesen felejthető Jason Statham-film, amelyben történetesen Clive Owen és Robert De Niro is szerepel”. A Metacritic oldalán a film értékelése 44% a 100-ból, ami 29 véleményen alapul.
Roger Ebert négyből három csillagra értékelte, véleménye szerint „figyelemre méltó debütálás” volt Gary McKendry rendezőtől.